# USS Patterson (DD-392)
Pour les autres navires du même nom, voir USS Patterson.
L'USS Patterson (DD-392) est un destroyer de classe Bagley en service dans l'United States Navy pendant la Seconde Guerre mondiale. Il fut le deuxième navire baptisé sous le nom de Daniel Patterson, un capitaine de la marine américaine ayant servi dans la quasi-guerre avec la France, la première guerre barbaresque et la guerre de 1812.
Construit au chantier naval Puget Sound de Bremerton dans l'État de Washington, sa quille est posée le 23 juillet 1935, il est lancé le 6 mai 1937 ; parrainé par Mme Elizabeth P. Patterson ; et mis en service le 22 septembre 1937, sous le commandement du commander Francis T. Spellman.

## Historique
Opérant dans le Pacifique avec le 4e escadron de destroyers jusqu'au début de la Seconde Guerre mondiale, le Patterson est amarré à Pearl Harbor lors de l'attaque japonaise du 7 décembre 1941, au cours duquel il abat un avion attaquant. N'ayant pas été endommagé, le navire appareille de la base américaine à la recherche de sous-marins ennemis, avant de servir d'écran pour le porte-avions USS Saratoga. 
Au cours des premiers mois de la guerre, le Patterson patrouille dans le Pacifique, escortant des convois et servant d'écran pour la Task Force 11 de l'USS Lexington lors d'un raid avorté à Rabaul le 20 février. Au sein de cette force opérationnelle, il rejoint le golfe de Papouasie pour un bombardement sur Lae et Salamaua, en Nouvelle Guinée, le 10 mars.
En mai, après une révision, le Patterson prend part à l’opération Watchtower, l’invasion de Guadalcanal et de Tulagi, dans les Salomon, le 7 août. Une force de croiseurs est détectée peu après 13 h 30 le 9 août 1942. Au cours de la bataille de l'île de Savo, le destroyer est endommagé par des tirs d'obus qui tue dix membres d'équipage, mais parvient cependant à abattre quatre bombardiers-torpilleurs ennemis tout en protégeant les transports, mais le destroyer USS Jarvis a été endommagé et le transport USS George F. Elliott coulé.
Le Patterson est stationné aux États-Unis pendant toute la durée de la campagne de Guadalcanal. Le 25 juillet 1943, il retourne dans le Pacifique et bombarde de Munda (Nouvelle-Géorgie), coule le sous-marin I-25 au large des Nouvelles-Hébrides le 3 septembre et prend part aux débarquement de Vella Lavella peu après. Lors de cette opération, il entre en collision avec le destroyer McCalla à la fin du mois, lorsque ce dernier perdit le contrôle de sa direction, faisant trois morts et dix blessés. Équipé d'une proue rafistolée à Espiritu Santo, le Patterson appareille le 6 décembre pour des réparations à l'île de Maré.

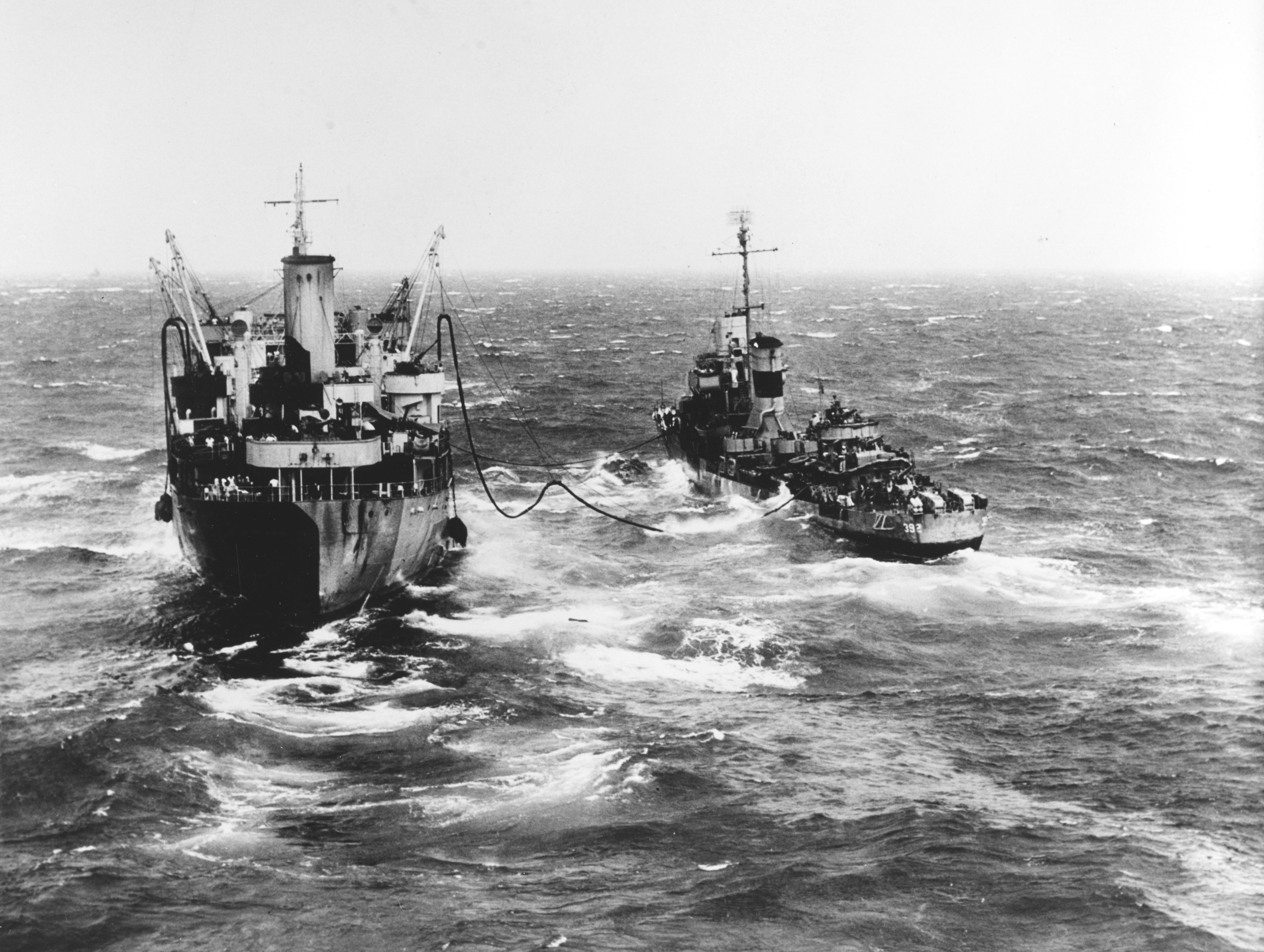
Le Patterson se ravitaillant auprès du pétrolier USS Guadalupe au large du golfe de Lingayen le 12 janvier 1945.

De nouveau déployé à compter de mars 1944, il participe à la bataille de la mer des Philippines en juin et à la campagne des îles Mariannes et Palaos en août, suivies de raids sur des bases japonaises dans le Pacifique occidental et de l'invasion de Leyte et Mindoro.
En 1945, il est présent lors de l'invasion du golfe de Lingayen, au débarquement d'Iwo Jima et à la longue campagne pour libérer les nombreuses îles de l'archipel Ryūkyū. Le Patterson achève la guerre par des escortes et des patrouilles dans le Pacifique central et occidental.
À la fin du mois de septembre 1945, le Patterson rentre à New York au cours duquel il est retiré du service en novembre 1945 et vendu pour démolition en août 1947.

## Décorations
Le Patterson a reçu treize Battles star pour son service dans la Seconde Guerre mondiale.